# Swerve Strickland
Stephon Strickland, conosciuto come Shane Strickland, Swerve Strickland o Isaiah "Swerve" Scott (Tacoma, 30 settembre 1990), è un wrestler statunitense sotto contratto con la All Elite Wrestling.
È principalmente ricordato per i suoi trascorsi tra il 2019 e il 2021 in WWE, federazione nella quale ha detenuto una volta l'NXT North American Championship; in passato ha lottato in alcune delle più importanti federazioni indipendenti nordamericane, tra le quali Lucha Underground, la Combat Zone Wrestling, la Evolve Wrestling e la Major League Wrestling.
In carriera ha detenuto una volta l'AEW World Championship.

## Carriera

### Circuito indipendente (2010–2018)
Cresciuto nella Lical, dove rimane imbattuto per 24 incontri, conquistando anche il titolo della federazione, passa alla ACW dove conquista il titolo della federazione nel 2012. Rimane campione fino al 2017, per un totale di 1634, perdendo il primo incontro in carriera il 15 giugno contro Nick Nero.
La settimana dopo aver perso il titolo ACW, fece il suo debutto per la Chikara iscrivendosi alla Young Lions Cup X, sconfiggendo Aaron Epic, J.T. Dunn e Vinny Marseglia in un Fatal 4-Way per passare le eliminatorie. A sorpresa, accedette alla finale sconfiggendo Jakob Hammermeier, ma nell'incontro decisivo venne schienato da Mike Angelosetti. Ritornò nella Chikara il 2 dicembre al PPV Under the Rood, perdendo sempre contro Angelosetti un incontro in cui era in palio la Young Lions Cup.

### WWE (2019–2021)

#### NXTe Hit Row (2019–2021)
Strickland rivelò il 17 marzo 2019 di aver firmato un contratto con la WWE, venendo mandato al Performance Center insieme a Angel Garza e Kushida. Dopo un dark match contro Trevor Lee, Strickland adottò il ringname "Isaiah "Swerve" Scott". Poco dopo, venne annunciato che Isaiah avrebbe partecipato all'NXT Breakout Tournament ma venne eliminato da Cameron Grimes al primo turno nella puntata di NXT del 3 luglio, stabilendosi come un face. Il 23 novembre, nel Pre-show di NXT TakeOver: WarGames, Scott venne sconfitto da Angel Garza. Nella puntata di NXT del 15 gennaio 2020 Scott vinse un Triple Threat match che comprendeva anche Lio Rush e Tyler Breeze, diventando uno dei contendenti all'NXT Cruiserweight Championship di Angel Garza. Il 25 gennaio, a Worlds Collide, Scott partecipò ad un Fatal 4-Way match per l'NXT Cruiserweight Championship che comprendeva anche il campione Angel Garza, Jordan Devlin e Travis Banks ma il match venne vinto da Devlin. Nella puntata di NXT del 15 aprile Scott venne sconfitto da Akira Tozawa (appartenente al roster di Raw) nel primo turno del torneo per determinare il detentore ad interim dell'NXT Cruiserweight Championship. Nella puntata di NXT del 29 aprile Scott sconfisse El Hijo del Fantasma nel secondo turno del torneo. Nella puntata di NXT del 13 maggio Scott venne sconfitto da Gentleman Jack Gallagher nel terzo turno del torneo, non riuscendo tuttavia a qualificarsi per la fase finale. L'8 luglio, nella seconda serata della puntata speciale NXT The Great American Bash, Scott venne sconfitto da Johnny Gargano. Nella puntata di NXT del 26 agosto Scott affrontò Santos Escobar per l'NXT Cruiserweight Championship ma venne scorrettamente sconfitto. Nella puntata speciale NXT Super Tuesday del 1º settembre Scott e i Breezango sconfissero il Legado del Fantasma in un Six-man Street Fight. Il 4 ottobre, a NXT TakeOver: 31, Scott affrontò nuovamente Santos Escobar per l'NXT Cruiserweight Championship ma venne sconfitto. Nella puntata di NXT del 13 gennaio 2021 Scott e Jake Atlas vennero sconfitti dagli MSK negli ottavi di finale del Dusty Rhodes Tag Team Classic. Nella puntata di NXT del 17 febbraio Scott venne sconfitto da Leon Ruff, e al termine dell'incontro attaccò brutalmente Ruff effettuando un turn heel. Il 7 aprile, nella prima serata di NXT TakeOver: Stand & Deliver, Scott prese parte ad un Gauntlet Eliminator match per determinare lo sfidante di Johnny Gargano la sera dopo per l'NXT North American Championship ma venne eliminato per ultimo da Bronson Reed.
L'11 maggio, Scott fondò una sua stable, la Hit Row, composta da Ashante "Thee" Adonis, B-Fab e Top Dolla, mettendosene a capo. Il 29 giugno, ad NXT, Scott trionfò su Bronson Reed grazie all'aiuto degli altri componenti dell'Hit Row, conquistando di conseguenza l'NXT North American Championship, il suo primo titolo in WWE. Nella puntata di NXT 2.0 del 12 ottobre Scott mantenne il titolo nordamericano contro Santos Escobar, ma poco dopo lo perse contro Carmelo Hayes (il quale sfruttò immediatamente l'opportunità titolata offertagli dalla vittoria dell'NXT Breakout Tournament) dopo 105 giorni di regno.
Il 1º ottobre, per effetto del Draft, Scott, insieme all'Hit Row, passò al roster di SmackDown. Il debutto dell'Hit Row nello show avvenne nella puntata del 22 ottobre quando Scott e Top Dolla sconfissero i jobber Daniel Williams e Dustin Lawyer.
Il 18 novembre Scott venne licenziato dalla WWE.

### All Elite Wrestling (2022–presente)

#### Swerve In Our Glory e Mogul Affiliates (2022–2023)
Esordì nella All Elite Wrestling, nel corso del pay-per-view Revolution intervistato da Tony Schiavone e lottò il suo primo match nell'episodio di Rampage dell'11 marzo 2022, in cui sconfisse Tony Nese. La settimana seguente, si alleò con  Keith Lee in un feud con il Team Taz (Powerhouse Hobbs & Ricky Starks). Strickland & Lee formarono la coppia denominata "Swerve In Our Glory". Nell'aprile 2022, Strickland debuttò nella Ring of Honor (ROH), sconfiggendo Alex Zayne all'evento Supercard of Honor XV.
A Dynamite: Fyter Fest Night 1 il 13 luglio, gli Swerve In Our Glory sconfissero The Young Bucks e Team Taz in un Triple or Nothing match vincendo l'AEW World Tag Team Championship. Difesero le cinture dagli assalti di The Lucha Brothers e Gunn Club (Colten & Austin Gunn). Quindi ebbero una serie di tre match con The Acclaimed (Max Caster & Anthony Bowens), sconfiggendoli all'evento All Out, perdendo i titoli nel rematch svoltosi a Dynamite: Grand Slam, e finendo ancora sconfitti da loro a Full Gear dopo che Strickland schiaffeggiò Lee quando questo si rifiutò di utilizzare un oggetto contundente come arma contro gli avversari, e Lee abbandonò il match. Il mese dopo, all'evento ROH Final Battle, Swerve In Our Glory affrontarono Shane Taylor Promotions. Durante il match, Strickland abbandonò Lee sul ring ma nonostante questo, egli riuscì a sconfiggere di misura gli Shane Taylor Promotions.
Il 21 dicembre 2022 a Dynamite, Strickland tradì definitivamente Lee, formando una nuova stable,  i "Mogul Affiliates", con Parker Boudreaux, Granden Goetzman (in seguito Trench) e il rapper Rick Ross. Quindi fu la volta del feud con l'ex partner Keith Lee che durò fino al marzo 2023, quando lui e Boudreaux persero contro Lee e Dustin Rhodes.

#### Mogul Embassy e AEW World Champion (2022–2024)

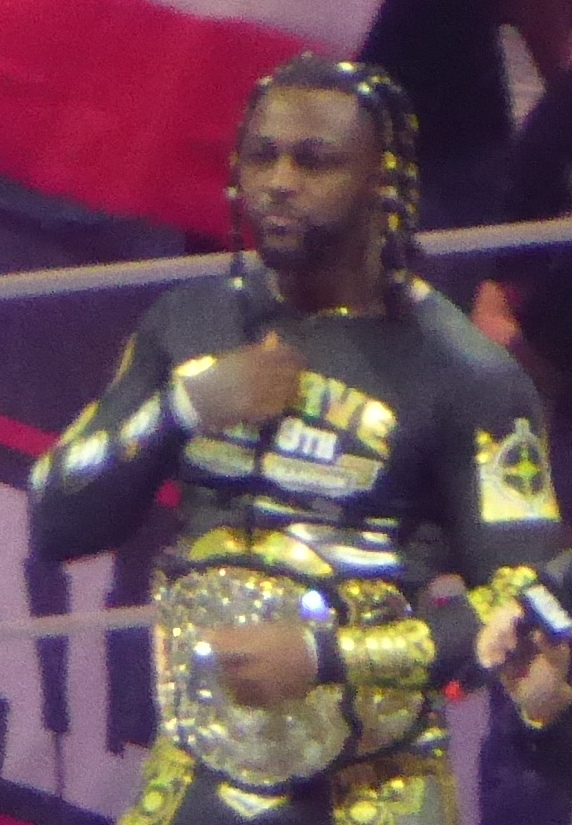
Swerve Strickland campione mondiale AEW dei pesi massimi

Nell'aprile 2023 i Mogul Affiliates si fusero con la fazione di Prince Nana The Embassy, dando vita alla "Mogul Embassy".
Strickland cominciò un feud  con Sting e Darby Allin, a partire da quando Allin sconfisse Strickland il 12 aprile a Dynamite. Il 28 maggio a Double or Nothing, prese parte alla 21-man Blackjack Battle Royal per l'AEW International Championship, ma fu eliminato alla fine da Orange Cassidy, che mantenne il titolo. Il 27 agosto 2023 al PPV All In, Strickland e Brian Cage furono sconfitti da Darby Allin e Sting in un coffin match, quando fu Strickland a finire chiuso nella bara.
Il 6 settembre a Dynamite aggredì verbalmente "Hangman" Adam Page, dichiarando che se a lui fossero state date le stesse sue opportunità, egli sarebbe diventato il "primo AEW World Champion nero". La settimana successiva, Strickland sfidò Page a un match da disputarsi a WrestleDream il 1º ottobre. Prima che Page potesse rispondere, Brian Cage lo aggredì, sebbene egli fu poi salvato dagli Young Bucks. Il feud si intensificò a Rampage: Grand Slam, dove The Elite (Page & The Young Bucks) sconfissero Mogul Embassy (Brian Cage, Toa Liona & Bishop Kaun) conquistando il ROH World Six-Man Tag Team Championship. Il 27 settembre a Dynamite Strickland e Page firmarono sul ring il contratto per il loro match a WrestleDream. Il 1º ottobre a WrestleDream, Strickland sconfisse Page. Il 18 novembre a Full Gear lo sconfisse nuovamente, questa volta in un Texas Deathmatch. Il match fu acclamato e ricevette una valutazione di 5 stelle da Dave Meltzer, ma fu anche criticato dai mass media mainstream a causa del segmento dove Page ferì Strickland sulla fronte e poi bevve il suo sangue.
In seguito prese parte al torneo Continental Classic, finendo in cima al suo girone con 12 punti, avanzando in semifinale, dove però fu sconfitto ed eliminato da Jon Moxley. Il 30 dicembre a Worlds End avrebbe dovuto affrontare Keith Lee; ma questi si tirò indietro per motivi di salute, e fu sostituito da Dustin Rhodes, che Strickland sconfisse.
A Dynasty sconfisse Samoa Joe conquistando l'AEW World Championship e diventando così il primo campione mondiale AEW afroamericano. Il 27 aprile a Collision sconfisse Claudio Castagnoli nella sua prima difesa del titolo. L'8 maggio a Dynamite il campione fu aggredito da Brian Cage, Bishop Kaun e Toa Liona, episodio che causò la fine della fazione "Mogul Embassy". Il 26 maggio al PPV Double Or Nothing sconfisse Christian Cage. Il 30 giugno a Forbidden Door sconfisse Will Ospreay, mantenendo la cintura. Il 25 agosto all'evento All In fu sconfitto da Bryan Danielson per sottomissione, perdendo la cintura AEW, dopo un regno da campione durato 126 giorni.

## Personaggio

### Mosse finali
- 450º splash – 2021–presente
- Calamity Trigger (Volador Spiral)
- Swerve Stomp (Diving double foot stomp su un avversario seduto)
- House Call (Jumping side kick) – 2019–presente
- JML Driver / Confidence Booster / Storm Cradle Driver (Half Nelson Wheelbarrow Driver)

### Manager
- Prince Nana

### Soprannomi
- "Killshot"
- "King of Swerve"
- "New Flavor"
- "Swerve"
- "Weapon of Mass Destruction"

## Titoli e riconoscimenti
- All Elite Wrestling
  - AEW World Championship (1)[1]

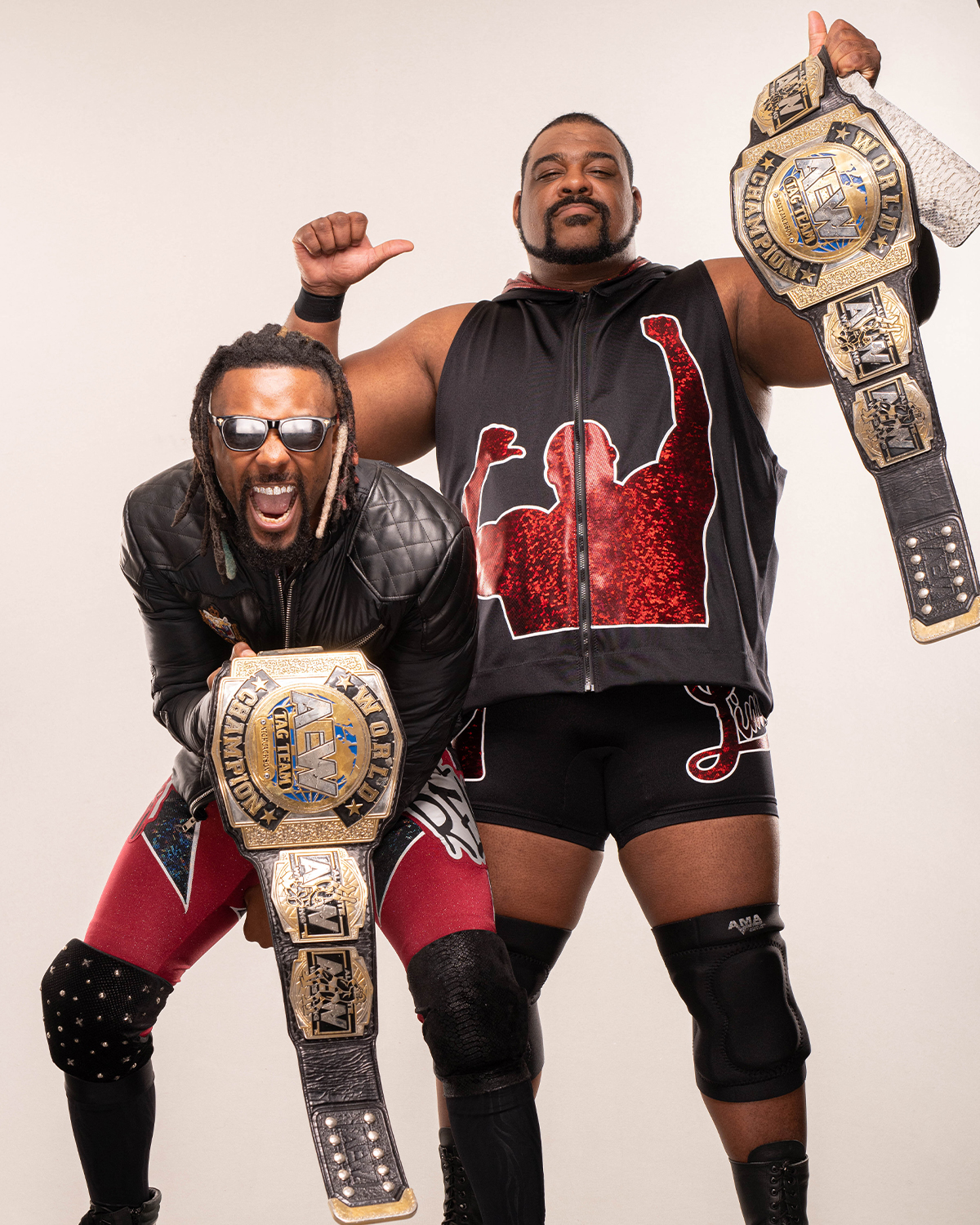
Strickland e Keith Lee come AEW World Tag Team Champions

  - AEW World Tag Team Championship (1) – con Keith Lee
- Combat Zone Wrestling
  - CZW Wired Championship (2)
  - CZW World Heavyweight Championship (1)
- DEFY Wrestling
  - DEFY 8xGP Championship (2)
- Evolve Wrestling
  - Evolve Championship (1)
- Ground Xero Wrestling
  - GXW Respect Championship (1)
- Lucha Underground
  - Lucha Underground Trios Championship (2) – con A. R. Fox e Willie Mack (1) e con The Mack e Son of Havoc (1)
- Major League Wrestling
  - MLW World Heavyweight Championship (1)
- PCW Ultra
  - PCW Ultra Heavyweight Championship (1)
  - PCW Ultralight Championship (1)
- Pro Wrestling Illustrated
  - 191º nella classifica dei 500 migliori wrestler singoli nella PWI 500 (2020)
- Pro Wrestling 2.0
  - PW2.0 Heavyweigt Championship (1)
- Vicious Outcast Wrestling
  - VOW Hyper Sonic Championship (1)
- Westside Xtreme Wrestling
  - wXw World Tag Team Championship (1) – con David Starr
- WWE
  - NXT North American Championship (1)
- WrestleCircus
  - WrestleCircus Ringmaster Championship (1)